# 賀の祝い
賀の祝い（がのいわい）は、一定の年齢になったことを祝う日本の儀礼である。算賀（さんが）、賀寿（がじゅ）、年祝（としいわい）とも言う。

## 歴史
奈良時代には40歳から10歳ごとに長寿を祝う風習があった。これは中国から伝来したもので、供宴、奏楽、作詩、作歌等で祝われた。また、例えば、40歳であれば白馬40頭、薬師経40巻、唐櫃40合のように、その年数に合わせた数量の品物を贈る風習があった。
賀の祝いの初期の例として、『懐風藻』には長屋王の四十賀（715年）を祝したと思しき賦詩が残っている。また、『東大寺要録』には聖武天皇の四十賀（740年）に良弁が『華厳経』を講じたとの記録がある。
中世になると、古稀（70歳）、喜寿（77歳）、米寿（88歳）、白寿（99歳）などが祝われるようになり、近世以降にはさらに還暦（60歳）が祝われるようになった。一方、現在では40歳や50歳の祝いが行われることは一般にはなくなっている。
奄美では干支が年齢の祝い（トゥシヌユェ）として祝われている。数え13歳は13サナギと称し、成人として認められる元服の式として公的に祝い、25、37、49歳は単なるトゥシヌユェとして家族のみで祝い、数え61歳は還暦で1月2日に親戚、近所住人を招待し祝い、以後12年毎に同様の祝いが開催される。